# Емотивна луда
Емотивна луда је осми студијски албум Светлане Цеце Ражнатовић који је издат за Комуну јуна 1996.

## О албуму
На албуму Емотивна луда долази до изражаја - Цецин изузетно емотивни глас, са врло озбиљним текстовима и песмама које никога не остављају равнодушним. Цеца је дефинитивно сазрела и као жена и као певач, што њеној интерпретацији даје једну посебну црту емотивног набоја. Најпознатије баладе са овог албума су Рођен са грешком, Мртво море и Личиш на мога оца, а свакако највећи хитови, који се и данас слушају подједнаким интензитетом су Неодољив-неумољив, Доктор, Исусе и Кад би био рањен.
Албум је продат у тиражу од 210 000 примерака.

## Списак песама
На албуму се налазе следеће песме:
| Бр. | Назив             | Текст            | Музика                    | Аранжман                      | Трајање |
| --- | ----------------- | ---------------- | ------------------------- | ----------------------------- | ------- |
| 1.  | Кад би био рањен  | Марина Туцаковић | Александар Милић          | Александар Милић              | 03:45   |
| 2.  | Рођен са грешком  | Марина Туцаковић | Александар Милић          | Александар Милић              | 04:25   |
| 3.  | Забрањено пушење  | Марина Туцаковић | Александар Милић          | Александар Милић              | 03:33   |
| 4.  | Мртво море        | Марина Туцаковић | Ненад Кнежевић            | Срђан Новељић, Владимир Мараш | 04:11   |
| 5.  | Неодољив-неумољив | Марина Туцаковић | Александар Милић          | Александар Милић              | 02:44   |
| 6.  | Личиш на мога оца | Марина Туцаковић | Александар Милић          | Александар Милић              | 05:10   |
| 7.  | Доктор            | Марина Туцаковић | Александар Милић          | Александар Милић              | 03:02   |
| 8.  | Уснуле лепотице   | Љубо Јововић     | Лео Ђокај, Ненад Кнежевић | Срђан Новељић, Владимир Мараш | 03:52   |
| 9.  | Исусе             | Марина Туцаковић | Оливер Мандић             | Александар Радуловић          | 03:20   |

## Информације о албуму
- Тон мајстор: Бранко Марковић
- Снимано у студију "Lucky Sound" - мај '96
- Гост на песми 1: Фејат Сејдић
- Пост-продукција: Владимир Неговановић
- Свирали: Ђорђе Јанковић, Александар Милић, Драган Ташковић, Владо Георгиев, Ненад Стефановић, Зоран Алвировић
- Пратеће вокале певали: Светлана Ражнатовић, Симонида Станковић, Александар Милић, Зоран Тутуновић, Пуниша Зељковић, Бранко Марковић, Ђорђе Јанковић, Ненад Стефановић
- Фото и дизајн: Дејан Милићевић
- Уредник: Корнелије Ковач
- За издавача: Милорад Вучелић

## Спотови
- Неодољив-неумољив